# Рутье (коммуна)
Рутье́ (фр. Routier) — коммуна во Франции, находится в регионе Лангедок — Руссильон. Департамент коммуны — Од. Входит в состав кантона Алень. Округ коммуны — Лиму.
Код INSEE коммуны — 11328.

## Население
Население коммуны на 2008 год составляло 257 человек.
| 1962 | 1968 | 1975 | 1982 | 1990 | 1999 | 2008 |
| ---- | ---- | ---- | ---- | ---- | ---- | ---- |
| 352  | 279  | 262  | 250  | 237  | 225  | 257  |

## Экономика
В 2007 году среди 174 человек в трудоспособном возрасте (15—64 лет) 133 были экономически активными, 41 — неактивными (показатель активности — 76,4 %, в 1999 году было 72,9 %). Из 133 активных работали 108 человек (67 мужчин и 41 женщина), безработных было 25 (10 мужчин и 15 женщин). Среди 41 неактивных 16 человек были учениками или студентами, 14 — пенсионерами, 11 были неактивными по другим причинам.

## Достопримечательности
- Церковь Сен-Лорен XIII века
- Замок Рутье XVI века
- Старый замок